# Torneig de Las Vegas
El Tennis Channel Open és una competició tennística de l'ATP. El torneig va néixer el 1986 al Scottsdale Radisson Resort, i des del 1987 al 2005 va tenir lloc al Fairmont Scottsdale Princess. Des de l'any 2006 es disputa a Las Vegas, Nevada.

## Palmarès

### Individuals
| Scottsdale, Arizona | Scottsdale, Arizona | Scottsdale, Arizona | Scottsdale, Arizona |
| Any                 | Campió              | Finalista           | Resultat            |
| ------------------- | ------------------- | ------------------- | ------------------- |
| 1986                | John McEnroe        | Kevin Curren        | 6-3, 3-6, 6-2       |
| 1987                | Brad Gilbert        | Eliot Teltscher     | 6-2, 6-2            |
| 1988                | Mikael Pernfors     | Glenn Layendecker   | 6-2, 6-4            |
| 1989                | Ivan Lendl          | Stefan Edberg       | 6-2, 6-3            |
| 1990                | no es va disputar   |                     |                     |
| 1991                | no es va disputar   |                     |                     |
| 1992                | Stefano Pescosolido | Brad Gilbert        | 6-0, 1-6, 6-4       |
| 1993                | Andre Agassi        | Marcos Ondruska     | 6-2, 3-6, 6-3       |
| 1994                | Andre Agassi        | Luiz Mattar         | 6-4, 6-3            |
| 1995                | Jim Courier         | Mark Philippoussis  | 7-6(2), 6-4         |
| 1996                | Wayne Ferreira      | Marcelo Ríos        | 2-6, 6-3, 6-3       |
| 1997                | Mark Philippoussis  | Richey Reneberg     | 6-4, 7-6(4)         |
| 1998                | Andre Agassi        | Jason Stoltenberg   | 6-4, 7-6(3)         |
| 1999                | Jan-Michael Gambill | Lleyton Hewitt      | 7-6(2), 4-6, 6-4    |
| 2000                | Lleyton Hewitt      | Tim Henman          | 6-4, 7-6(2)         |
| 2001                | Francisco Clavet    | Magnus Norman       | 6-4, 6-2            |
| 2002                | Andre Agassi        | Joan Balcells       | 6-2, 7-6(2)         |
| 2003                | Lleyton Hewitt      | Mark Philippoussis  | 6-4, 6-4            |
| 2004                | Vincent Spadea      | Nicolas Kiefer      | 7-5, 6-7(5), 6-3    |
| 2005                | Wayne Arthurs       | Mario Ančić         | 7-5, 6-3            |
| Las Vegas, Nevada   |                     |                     |                     |
| Any                 | Campió              | Finalista           | Resultat            |
| 2006                | James Blake         | Lleyton Hewitt      | 7-5, 2-6, 6-3       |
| 2007                | Lleyton Hewitt      | Jürgen Melzer       | 6-4, 7-6(10)        |

### Dobles
| Scottsdale, Arizona | Scottsdale, Arizona                 | Scottsdale, Arizona                  | Scottsdale, Arizona     |
| Any                 | Campions                            | Finalistes                           | Resultat                |
| ------------------- | ----------------------------------- | ------------------------------------ | ----------------------- |
| 1986                | Leonardo Lavalle · Mike Leach       | Scott Davis · David Pate             | 7-6, 6-4                |
| 1987                | Rick Leach · Jim Pugh               | Dan Goldie · Mel Purcell             | 6-3, 6-2                |
| 1988                | Scott Davis · Tim Wilkison          | Rick Leach · Jim Pugh                | 6-4, 7-6                |
| 1989                | Rick Leach · Jim Pugh               | Paul Annacone · Christo Van Rensburg | 6-7, 6-3, 6-2, 2-6, 6-4 |
| 1992                | Mark Keil · Dave Randall            | Kent Kinnear · Sven Salumaa          | 4-6, 6-1, 6-2           |
| 1993                | Mark Keil · Dave Randall            | Luke Jensen · Sandon Stolle          | 7-5, 6-4                |
| 1994                | Jan Apell · Ken Flach               | Alex O'Brien · Sandon Stolle         | 6-0, 6-4                |
| 1995                | Trevor Kronemann · David Macpherson | Luis Lobo · Javier Sanchez Vicario   | 4-6, 6-3, 6-4           |
| 1996                | Patrick Galbraith · Rick Leach      | Richey Reneberg · Brett Steven       | 5-7, 7-5, 7-5           |
| 1997                | Luis Lobo · Javier Sanchez Vicario  | Jonas Bjorkman · Rick Leach          | 6-3, 6-3                |
| 1998                | Cyril Suk · Michael Tebbutt         | Kent Kinnear · David Wheaton         | 4-6, 6,1, 7-6           |
| 1999                | Justin Gimelstob · Richey Reneberg  | Mark Knowles · Sandon Stolle         | 6-4, 6-74, 6-3          |
| 2000                | Jared Palmer · Richey Reneberg      | Patrick Galbraith · David Macpherson | 6-3, 7-5                |
| 2001                | Donald Johnson · Jared Palmer       | Marcelo Rios · Sjeng Schalken        | 7-63, 6-2               |
| 2002                | Bob Bryan · Mike Bryan              | Mark Knowles · Daniel Nestor         | 7-5, 7-6⁶               |
| 2003                | James Blake · Mark Merklein         | Lleyton Hewitt · Mark Philippoussis  | 6-4, 6-7², 7-6⁵         |
| 2004                | Rick Leach · Brian MacPhie          | Jeff Coetzee · Chris Haggard         | 6-3, 6-1                |
| 2005                | Bob Bryan · Mike Bryan              | Wayne Arthurs · Paul Hanley          | 7-5, 6-4                |
| Las Vegas, Nevada   |                                     |                                      |                         |
| Any                 | Campions                            | Finalistes                           | Resultat                |
| 2006                | Bob Bryan · Mike Bryan              | Jaroslav Levinsky · Robert Lindstedt | 6-3, 6-2                |
| 2007                | Bob Bryan · Mike Bryan              | Jonathan Erlich · Andy Ram           | 7-6⁶, 6-2               |